# Fading Trails
Fading Trails är ett studioalbum av Magnolia Electric Co., utgivet 2006.

## Låtlista
1. "Don't Fade on Me" – 4:15
2. "Montgomery" – 1:48
3. "Lonesome Valley" – 3:36
4. "A Little at a Time" – 3:05
5. "The Old Horizon" – 3:13
6. "Memphis Moon" – 3:16
7. "Talk to Me Devil, Again" – 3:28
8. "Spanish Moon Fall and Rise" – 2:44
9. "Steady Now" – 2:53